# Мещанин во дворянстве
«Мещани́н во дворянстве», также «Мещани́н-дворяни́н» (фр. Le Bourgeois gentilhomme) — комедия-балет в пяти актах Мольера и Жана-Батиста Люлли, написанная в 1670 году. Впервые представлена 14 октября 1670 года в замке Шамбор в присутствии короля Людовика XIV. 28 ноября спектакль с участием Мольера в роли Журдена состоялся в театре Пале-Рояль.

## История создания
В ноябре 1669 года Париж посетила делегация послов султана Османской империи (Оттоманской Порты) Мехмеда IV. Желая произвести впечатление на послов, Людовик XIV принял их во всём своём величии. Но блеск алмазов, золота и серебра, роскошь дорогих тканей оставили турецкую делегацию равнодушной. Людовик заказывает Мольеру и Люлли «смешной турецкий балет», в котором была бы высмеяна турецкая делегация, для чего назначает ему консультанта, шевалье д’Арвье, недавно вернувшегося из Турции и знакомого с их языком, обычаями и традициями. Вокруг «Турецкой церемонии» в течение 10 дней репетиций было создано импровизированное представление, показанное королю и королевскому двору 14 октября 1670 года в замке Шамбор в декорациях Карло Вигарани от спектакля «Господин де Пурсоньяк» и с танцами Пьера Бошана. Через месяц спектакль был перенесён на постоянную сцену Мольера, в театр Пале-Рояль, первый спектакль в Париже состоялся 28 ноября 1670 года. При жизни автора было сыграно 42 представления (6 — в 1670 г., 28 — в 1671 и 8 — в 1672 г., не считая придворных представлений в октябре и ноябре 1670 г.: четырёх — в Шамборе и нескольких — в Сен-Жермене).
В России впервые поставлена в Санкт-Петербурге 25 января 1756 года. Первый русский перевод комедии был выполнен Петром Свистуновым и издан в 1761 году.

## Название
Оригинальное название пьесы Le Bourgeois gentilhomme (дословно «мещанский дворянин» или «дворянин из мещан») для современников, живших при Старом режиме, представляло собой оксюморон. Слово gentilhomme обозначало родовитого дворянина, имевшего не менее четырёх поколений дворянских предков. Богатый мещанин (буржуа), получивший (а не унаследовавший) дворянство, относился к категории нобилей (nobles), и ни при каких условиях не мог обозначаться, как gentilhomme.

## Действующие лица и первые исполнители
- Господин Журден[4], актёр Жан Батист Поклен (Мольер).
- Госпожа Журден[5], актёр Андре Юбер.
- Люсиль Журден, их дочь, актриса Арманда Бежар (Госпожа Мольер).
- Клеонт[6], влюблённый в Люсиль, актёр Мишель Барон.
- Доримена, маркиза, актриса Катрин Леклерк дю Розе́ (Госпожа Дебри).
- Дорант, граф, влюблённый в Доримену[7], актёр Франсуа Лёнуар, (Латорилльер).
- Николь, служанка Журдена, актриса Жанна Оливье Бургиньон (Госпожа Боваль).
- Ковьель, слуга Клеонта[8], актёр Филибер Гассо́ (Дю-Круази).
- Учитель музыки, актёр Андре Юбер.
- Ученик учителя музыки.
- Учитель танцев.
- Учитель фехтования, актёр Эдм Вилькен (Дебри).
- Учитель философии, актёр Филибер Гассо́ (Дю-Круази).
- Портной.
- Ученик портного, актёр Жан Питель (Боваль).
- Двое слуг.

### Действующие лица балета
- Певица.
- Два певца.
- Ученики портного, танцующие.
- Муфтий (эту роль на премьере исполнял Жан Батист Люлли).
- Турки, свита муфтия, танцующие.
- Дервиши, поющие.
- Танцовщики.

## Сюжет
Господин Журден — богатый мещанин, но во всём пытается подражать дворянскому сословию, что вполне позволяют его средства. Он нанял себе учителя музыки и учителя танцев, а также певцов и танцоров. Учитель музыки рад, что нашёл простака, который платит ему, не разбираясь в самом предмете, а учитель танцев признаётся, что хотел бы, кроме денег, получать от Журдена хотя бы малую толику разборчивости в их искусствах. Журден показывает им свои халат и домашний наряд, сшитые портным, и обещает показать новый костюм, который вот-вот должны принести. Он не относится по-серьёзному ни к танцам, ни к музыке, и, говоря о них, демонстрирует своё невежество. Он рассказывает, что готовит сегодня обед в честь знатной особы — маркизы Доримены, поэтому ему нужно научиться необходимым для этого манерам. К нему приходит учитель фехтования и даёт ему небольшой урок, а другие два учителя, по желанию Журдена, наблюдают за этим уроком и после высказывают своё мнение. Учитель фехтования неодобрительно отзывается об их ремёслах, тем самым начав с ними ссору, к которой впоследствии присоединяется и пришедший учитель философии. Никто из учителей не хочет уступать остальным в том, что именно его искусство важнейшее для общества, и, в конце концов, они выходят из комнаты, дерясь друг с другом. Журден предпочитает остаться в стороне. Учитель философии возвращается, чтобы провести свой урок, и предлагает Журдену научить его разным полезным наукам, но тому интересны всякие простые вещи вроде чистописания или лунного календаря. Тогда учитель описывает некоторые буквы, звуки и способы их произношения, разъясняет разницу между прозой и стихами, помогает составить записку к маркизе. Журден восхищённо благодарит его и прощается до следующего урока. Затем Журдена посещает портной, который принёс обещанный костюм, и, хотя Журдену не нравятся некоторые особенности новой одежды и обуви, портной убеждает его, что так ходят знатные люди (а Журден во всём равняется на них).
Когда Журдена в его новом образе видит служанка Николь, то она не может сдержать своего смеха, и Журден на неё сердится. Он приказывает ей прибраться к приходу гостей, и Николь говорит, что от некоторых из них ему бы следовало держать дверь на замке. Госпожа Журден встречает наряд мужа с неодобрением и не понимает остальных его чудачеств, советуя лучше подумать об их дочери и о том, чтобы подобрать ей хорошего жениха. Журден неудачно пытается блеснуть перед ними теми вещами, которым сегодня научился. В дом приходит граф Дорант. Госпожа Журден питает к нему неприязнь из-за его постоянных просьб одолжить деньги, но её муж, наоборот, от него в восторге и считает честью быть другом такого знатного человека. Дорант снова просит у Журдена денег в долг, приправляя свою просьбу лестью, и снова обещает отдать весь долг в самое ближайшее время. Он начинает шептаться с Журденом по поводу его ухаживаний за маркизой, госпожа Журден подозревает неладное и посылает Николь подслушать их разговор, но Журден даёт ей пощёчину и уходит вместе с Дорантом. Тогда госпожа Журден хочет позвать сюда Клеонта, влюблённого в их дочь Люсиль молодого человека, и вместе с ним попросить у мужа руки Люсиль. Николь с радостью убегает за ним: она сама влюблена в слугу Клеонта и мечтает, чтобы вместе с замужеством барышни устроилось и её замужество. Но что Клеонт, что его слуга Ковьель встречают её холодно, и Николь с недоумением идёт за Люсиль. Клеонта задела его сегодняшняя встреча с Люсиль на улице, во время которой она прошла мимо, не обратив на него внимания. Он полон решимости порвать с ней отношения, хоть и не может разлюбить её. Ковьель поддерживает хозяина, и по возвращении Люсиль и Николь оба выражают своим возлюбленным презрение. Наконец девушкам удаётся объясниться — Люсиль шла вместе со своей строгой тёткой, и та не одобрила бы её приветственного жеста в сторону мужчины. Все дружно мирятся, и появившаяся госпожа Журден советует Клеонту не упускать случая. Приходит Журден, к которому Клеонт обращается с просьбой дать разрешение на его брак с Люсиль. Журден спрашивает, дворянин ли он. Клеонт перечисляет свои достоинства, но среди них нет дворянского титула, поэтому Журден отказывает в его просьбе и говорит, что выдаст дочь только за человека дворянского происхождения. Госпожа Журден возмущена его категоричностью и напоминает, что её отец и отец Журдена были купцами: их семья тоже не знатная, и они мещане, хоть и разбогатевшие. Вряд ли Люсиль ждёт счастье в неравном браке — не начал бы знатный муж попрекать жену-мещанку. Журден непреклонен. Госпожа Журден поддерживает дочь и ободряет Клеонта. Ковьелю приходит в голову какая-то идея, и он спешит поделиться ею с Клеонтом.
Дорант приходит к Журдену с маркизой Дорименой. Он любит её, а все подарки, что посылал ей Журден, выдавал за свои. Доримена признаёт, что, сколько бы она ни сопротивлялась всем его знакам внимания, она понемногу становится к нему всё благосклоннее. Журден довольно неловким образом старается понравиться Доримене, однако она воспринимает его лишь как учтивого и забавного человека. Начинается обед, но внезапно их застаёт госпожа Журден и выговаривает сначала мужу за то, что он тратится на другую женщину, потом Доранту за его потакания всем глупостям Журдена, а потом и Доримене за то, что она принимает ухаживания женатого человека. Возмущённая Доримена уходит, Дорант бросается за ней. Журден ругается с женой, но она уверена, что отстаивает свою честь. Когда Журден остаётся один, к нему приходит переодетый Ковьель и, подыгрывая его самолюбию, говорит много лестных слов о нём и его «дворянском» происхождении. Далее он представляет переодетого Клеонта как сына турецкого султана, который сватается к Люсиль. Чтобы Журден соответствовал статусу «будущего зятя», его во время танцев, изображающих турецкую церемонию, посвящают в выдуманный сан мамамуши. Дорант и Доримена возвращаются, и Доримена принимает решение выйти замуж за Доранта, чтобы прекратить все его траты, направленные в её сторону: «Со свадьбой все эти безумства обычно кончаются». Они также решают посмотреть, чем закончится план Ковьеля и Клеонта, о котором они, разумеется, уже знают. Журден представляет их «сыну турецкого султана» и «его переводчику». Люсиль встречает здесь отца требующим от неё согласиться на этот брак. Она сначала отказывается, но узнаёт Клеонта и соглашается. Такой же отказ все слышат и от госпожи Журден, но Ковьель отзывает её в сторону и раскрывает ей глаза на весь этот маскарад. Госпожа Журден довольна тем, что всё разрешилось хорошо, и тоже соглашается. Дорант объявляет, что и он с маркизой заключат брачный союз. Журден посылает за нотариусом, чтобы он узаконил оба брака, а в ответ на вопрос госпожи Журден насчёт судьбы Николь отдаёт её «толмачу» — то есть, переодетому Ковьелю. В ожидании нотариуса все смотрят балет «свиты турков».

## Особенности
Сюжетная фабула пьесы проста, здесь нет характерной для Мольера динамичной интриги. Первые два акта представляют собой исключительно комические сцены, показывающие Журдена в окружении учителей, портных и музыкантов. Семейство Журдена и герои любовной интриги появляются лишь в третьем акте. Значительную часть комедии составляют дивертисменты (балеты), в том числе знаменитая «Турецкая церемония».

## Музыкальные номера, сочинённые Люлли
- Увертюра
- Ария «Je languis nuit et jour» (Ученик учителя музыки)
- Ария «Je languis nuit et jour» (Певица)
- Музыкальный диалог «Un coeur, dans l’amoureux empire» и «Il n’est rien de si doux» (Певица и два певца)
- Первая интермедия для Четырёх танцовщиков, ведомых Учителем танцев
- Вторая интермедия, — ария и гавот для Учеников портного
- Первая застольная песня «Un petit doigt, Philis»
- Вторая застольная песня «Buvons, chers amis, buvons!»
- Турецкая церемония
- Балет наций
  - Выход первый: музыкальный диалог зрителей, покупающих либретто
  - Выход второй: трое докучных
  - Выход третий: три испанца
  - Выход четвёртый: итальянские певец и певица, а также танцующие Скарамуши, Тривелены и Арлекины
  - Выход пятый: два пуатуанца
  - Выход шестой и последний: испанцы, итальянцы и французы под общие рукоплескания зрителей

### Дискография
- 1955, Франция — под рук. Андре Жоливе, оркестр театра Комеди Франсэз
- 1973, Германия — под рук. Густава Леонхардта, оркестр La Petite Bande
- 1994, Великобритания — под рук. Пола Гудвина, оркестр London Oboe Band
- 2001, Франция — под рук. Хьюго Рейна, оркестр La Simphonie du Marais

## Театральные постановки

### Первая постановка
Премьера пьесы состоялась 14 октября 1670 в королевском замке Шамбор.
Первая постановка на русском языке состоялась, по сведениям «Драматического словаря…», 25 января 1756 в Российском театре в Санкт-Петербурге. Среди исполнителей комедии в XVIII в. — Крутицкий, Рыкалов (Журден). Из позднейших русских постановок — Малый театр (1826, Журден — Щепкин).

### Известные постановки
- 1843 — Александринский театр: Журден — Мартынов.
- 1844 — Малый театр: Журден — П. Садовский; 1864 — там же: Журден — В. Живокини.
- 1865 — Комеди Франсез, г. Париж — спектакль-реставрация, повторяющий постановку 1670 г. в Шамборе.
- 1888 — Театр Корша: Журден — Давыдов.
- 1900 — Новый театр, филиал Малого театра на сцене Московского Большого театра реж. Александр Ленский; Журден — Падарин, Клеонт — Остужев, Ковьель — Н. Яковлев, Николь — Турчанинова.
- 1911 — Театр Одеон, г. Париж — реж. Андре Антуан, он же исполнил роль г-на Журдена
- 1914 (Театральная энциклопедия называет другой год постановки — 1911[10]) — Театр Незлобина (Незлобин, Константин Николаевич), г. Москва — реж. Фёдор Фёдорович
- 1914 — Иркутский театр: реж. Канин.
- 1921 — Петроградский театр комической оперы: реж. Марджанов.
- 1922 — Ярославский театр
- 1923 — Петроградский акад. театр драмы: реж. и худ. А. Бенуа; Журден — К. Яковлев.
- 1930 — Московский Малый театр: Журден — Ст. Кузнецов.
- 1936 — 1-й Гостеатр Армении, Ереван: Журден — Габриелян.
- 1951 — Комеди Франсез, г. Париж — реж. Жан Мейер, с участием Луи Сенье, Мишеля Галабрю, Жана Мейера и др.
- 1969 — Театр имени Вахтангова, г. Москва — реж. В.Шлезингер, с участием Владимира Этуша, Василия Ланового и др.
- 1996 — Театр Шайо, г. Париж — реж. Жером Савари, с участием Катрин Жакоб, Брюно Раффаэли
- 1998 — Московский Новый драматический театр — реж. Андрей Сергеев, с участием Спартака Мишулина в роли г-на Журдена
- 2004 — Фестиваль старинной музыки, г. Утрехт — реж. Бенжамен Лазар, дир. Венсан Дюместр, с участием Оливье Мартен Сальвана, Арно Марзорати, Жана Дени Монори и др.

## Экранизации
- 1922 — немой кинофильм, Франция — реж. Жак де Фероди
- 1945 — кинофильм, США
- 1982 — телефильм, Франция — реж. Пьер Бадель, с участием Мишеля Серро в роли г-на Журдена
- 1982 — кинофильм, Франция — реж. Роже Кожио́, с участием Рози Варт и Мишеля Галабрю в роли г-на Журдена

## Интересные факты
- В 1932 году Михаил Булгаков сочинил пьесу «Полоумный Журден» («Мольериана в трёх действиях»). В комедию Мольера он ввёл героев и сцены из других мольеровских комедий («Дон Жуан», «Брак поневоле» и «Скупой») и смягчил сатирическую составляющую.
- Хореограф Джордж Баланчин создал балетный спектакль «Мещанин во дворянстве» с музыкой Рихарда Штрауса. Премьера прошла 8 апреля 1979 года в Нью-Йорке с участием Патрисии Макбрайд и Рудольфа Нуриева.
- Сюжет «Мещанина…» послужил основой для сценария фильма «Мольер» режиссёра Лорана Тирара (Франция, 2007 г.)
- Существует пьеса, созданная по мотивам «Мещанина во дворянстве», написанная В. Константиновым и Б. Рацером, которую композитор Геннадий Гладков использовал в качестве либретто и создал оперетту «Ах, Высший Свет!», которая и сейчас иногда ставится в музыкальных театрах.
- В 2006 году в народном театре «Глагол» был поставлен спектакль «Послезавтра — в Шамборе», действие которого происходит в театре Мольера во время постановки «Мещанина во дворянстве»[11]. Для этой постановки Анатолий Агроскин переложил в стихи текст «Полоумного Журдена» Михаила Булгакова.